# Електронска трговина на друштвеним мрежама
Електронска трговина на друштвеним мрежама представља директну трговину између продаваца и корисника друштвених мрежа, без напуштања платформе друштвене мреже. Иновативност ове врсте трговине се огледа у спајању електронске трговине и друштвених мрежа.

## Електронска трговина и трговина преко друштвених мрежа
Електронска трговина у ширем смислу обухвата процес куповине и продаје робе путем интернета. Укључује продају кроз различите дигиталне канале, као што су веб-сајтови или апликације.
Трговина на друштвеним мрежама подразумева продају директно путем платформе друштвених мрежа. Пошто су друштвене мреже онлајн канал, ово је подскуп електронске трговине, али није исто што и електронска трговина.

## Разлог пораста овог вида трговине
- Због пораста онлајн трговине и популарности друштвених мрежа. Велики скок популарности друштвених мрежа је довео до пораста тражње за производима који се продају на овим платформама.

- Јер омогућава директну интеракцију продаваца са купцима, што узрокује веће поверење код купаца, па су самим тим и склонији да поруче производе који се рекламирају на платформама које користе.

- Куповина без изласка из апликације је јако једноставна. Ово смањује могућност да се купци предомисле, па се повећава број импулсивних куповина.

- Јачање утицаја инфлуенсера и персонализованих промоција. Ово је добро за брендове који своје производе рекламирају преко инфлуенсера јер инфлуенсери редовним садржајем на друштвеним мрежама стварају близак однос са купцима.

## Предности и изазови

### Предности
- Директан контакт са купцима преко платформе друштвене мреже. Ово утиче на повећање поверења купаца, као и осећај поистовећивања са вредностима бренда.
- Већа ангажованост купаца, јер купци редовно прате садржај бренда на друштвеним мрежама и редовно утичу у дешавањима која се односе на бренд.
- Нижи трошкови маркетинга у односу на остале алтернативе електронске трговине, јер платформе друштвених мрежа нуде повољне опције за рекламирање.

### Изазови
- Безбедност података представља велики изазов за оне који развијају друштвене мреже јер је то комплексан задатак, алу јако битан јер од тога зависи колико ће корисници платформе имати поверења у саму платформу.
- Управљање повратом робе је велики изазов јер је јако тешко логистички организовати робу коју купци желе да врате.
- Кредибилитет бренда некада може бити угрожен због доминантне улоге платформе (друштвене мреже на којој се продаја одвија).

## 6 „C” трговине на друштвеним мрежама
„Content” (Садржај)
Квалитетан садржај (фотографије, видео записи, постови) који ангажује кориснике и подстиче интересовање за производе
„Community” (Заједница)
Друштвене мреже окупљају људе са сличним интересовањима, омогућавају дискусију и препоруке које утичу на одлуке при куповини.
„Commerce” (Трговина)
Директна куповина кроз платформе попут Инстаграма или ТикТока, где корисници не морају напустити апликацију да би обавили трансакцију.
„Connection” (Повезивање)
Брендови се повезују са потрошачима путем комуникације, коментара и порука, што ствара поверење и лојалност.
„Conversation” (Разговор)
Интеракција између купаца и брендова кроз коментаре, рецензије, и препоруке омогућава двосмерну комуникацију и помаже у унапређењу производа и услуга.
„Conversion” (Конверзија)
Кључни циљ трговине на друштвеним мрежама је да посетиоци постану купци, а платформе користе алате као што су„Buy Now” дугмад или ознаке производа за брже конверзије.

## Принципи утицаја Роберта Чалдинија
• Реципроцитет – Када компанија некоме даје нешто бесплатно, та особа осећа потребу да узврати услугу, било поновном куповином или давањем добрих препорука за компанију.
• Заједница – Када људи пронађу појединца или групу која дели исте вредности, склоности и уверења, стварају осећај заједнице. Људи су посвећенији заједници у којој се осећају прихваћено. Када се ова посвећеност деси, лакше прихватају нове идеје или производе које неко из групе препоручи.
• Друштвени доказ – Да би добила позитивне повратне информације, компанија треба да прихвати друштвене повратне информације и покаже доказ да други људи купују и воле исте ствари. Ово се може видети код многих онлајн компанија попут eBay-a и Амазона, који омогућавају јавне рецензије и препоруке.
• Ауторитет – Људи често траже доказ да је производ квалитетан. Ако има много корисничких рецензија, потрошач ће се лакше одлучити за куповину.
• Свиђање – Људи имају поверења у препоруке других. Ако производ има много „лајкова”, потрошач се осећа сигурније у куповину.
• Оскудица – У складу са принципом понуде и потражње, већа вредност се придаје производима који су у високој потражњи или су тешко доступни.

## Категорије трговине на друштвеним мрежама
1)     „Onsite” трговина – продавнице које се налазе директно на платформи друштвене мреже, ту се куповина одвија без напуштања друштвене мреже.
2)     „Offsite” трговина – ту се трговина одвија ван друштвене мреже, на сајту продавца до ког се долази преко линка на друштвеној мрежи.

## Студија друштвене трговине
„Студија друштвене трговине из 2011. године” проценила је да је 42% онлајн потрошача проактивно „пратило” продавца преко Facebooka, Twittera или блога продавца, и да би трећина купаца вероватно обавила куповину директно са Facebooka (35%) или Twittera (32%).

## Маркетинг помоћу инфлуенсера
Микро-инфлуенсери су дизајнери, фотографи, писци, спортисти, боеми, професори или било који професионалци који могу аутентично представити оно што говори о бренду. Очигледно је да ови канали имају мање пратилаца од просечних налога познатих личности, обично мање од 10.000 пратилаца, али је квалитет публике обично бољи, са већим потенцијалом за повезане заједнице купаца спремних да прихвате препоруке једни од других. О овој теми су писале и друге организације као што су Adweek, Medium, Forbes, Бранд24 и многе друге.